# Les Habits neufs du président Mao
Les Habits neufs du président Mao. Chronique de la Révolution culturelle (La roba nova del president Mao. Crònica de la revolució cultural) és un llibre de Simon Leys, pseudònim de Pierre Ryckmans, publicat el 1971. Forma part de la seua sèrie d'assaigs sobre la Xina. El títol fa referència al conte de Hans Christian Andersen, El vestit nou de l'emperador.
La crònica tracta dels fets que succeïren en la República Popular de la Xina del febrer del 1967 a l'octubre del 1969, en l'auge de la Revolució Cultural, mentre Simon Leys era a Hong Kong, llavors encara colònia britànica.
Contraposat a la tendència del maoisme de l'estat francés, aquest text proposava, per a explicar la revolució cultural, les lluites de poder entre faccions, i més en concret el desig de Mao Zedong de destruir el Partit Comunista de la Xina per a recuperar el poder que se li havia eludit durant anys.

## Presentació
El títol és una referència al conte de Hans Christian Andersen, El vestit nou de l'emperador, en què un xiquet explica amb sinceritat el que veu quan passa el Gran Duc amb la seua famosa roba nova: "Però si està completament nu!"
Per a Simon Leys: "De generació en generació, Occident ha ignorat sistemàticament les forces revolucionàries sorgides a la Xina, i ha preferit cada vegada donar suport a l'ordre podrit contra el qual es van rebel·lar aquestes forces". Presenta situacions que mostren que el món occidental ha expressat la seua hostilitat als moviments de protesta xinesos de mitjan segle XIX a principis de la dècada dels 1970; ha mostrat constantment la seua hostilitat als moviments de protesta xinesos. A partir d'aquesta data, Mao Zedong en revelar "el seu caràcter essencialment arcaic i reaccionari", el veneraven.
Per al periodista David Caviglioli, Simon Leys "mostra la Revolució Cultural com el final sagnant i patètic d'un cop d'estat fallit, i Mao Zedong com un vell en pànic, incapaç de construir el gran estat modern que va prometre al poble, amb por de ser destituït per l'elit competent de l'estat, i per tant decidit a massacrar-los". Per a Simon Leys, "la Revolució Cultural, que només va ser revolucionària de nom, i cultural només en el seu pretext tàctic inicial, fou una lluita pel poder lliurada en l'elit d'un grapat d'individus darrere la cortina de fum d'un moviment de masses fictici".

#### Carta oberta a Mao Zedong
De Peng Dehuai el 14 de juliol del 1959

En aquesta carta, tot i que pretén reconéixer l'èxit del Gran Salt Endavant del 1958, Peng Dehuai hi destaca els seus fracassos. També pretén acusar només els camarades, utilitzant la paraula nosaltres per a designar els culpables l'experiència dels quals és incompleta i la comprensió dels quals és superficial. I sobretot,
| « | l'exaltation petite-bourgeoise qui nous rend trop aisément enclins aux erreurs gauchistes : en 1958, pendant le Grand Bond, beaucoup de camarades et moi-même nous sommes laissé enivrer par les résultats du grand bond et par la ferveur du mouvement de masse. Beaucoup de tendances gauchistes ont pris un développement considérable, dans notre impatience à trouver un raccourci vers le communisme... (l'exaltació petitburgesa que ens fa inclinar-nos massa fàcilment cap als errors d'esquerres: l'any 1958, durant el Gran Salt, molts companys i jo ens vam deixar embriagar pels seus resultats i pel fervor del moviment de masses. Moltes tendències d'esquerra han crescut considerablement en la nostra impaciència per trobar una drecera cap al comunisme...) | » |

Simon Leys, basat en l'edició de Ding Wang: Peng Duhai Wenti Zhuan ji-Zhongong bored da geming zilia huitain, vol. 3, Hong Kong, 1969.

#### Carta de disculpes a Mao Zedong
De Peng Dehuai després de la seua desgràcia el 9 de setembre del 1959.

#### Sembrant l'emperador
per Hai Rui. Article de Wu Han.
L'article, escrit en forma de conte moral, és una al·lusió directa a la desgràcia injusta que va patir Peng Dehuai. Més tard s'adaptarà a una òpera clàssica: Hai Rui cessat del seu càrrec, una obra que seria l'origen de la desgràcia de Wu Han. La història té lloc amb l'emperador Ming Jiajing (1507 – Pequín, 1567), l'onzé emperador de la dinastia Ming. Aquest emperador "gaudia d'una inviolabilitat absoluta, el seu mateix nom (嘉靖) era tabú, qualsevol caràcter que es trobàs en la composició del seu nom s'havia d'escriure amb un o altre descendent desaparegut". Així, aquest home inaccessible rep una severa reprimenda d'un dels seus súbdits que l'acusa d'esprémer el seu poble fins al darrer cèntim i de perdre el temps escrivint cartes als esperits. Hai Rui acompanya la carta amb un memoràndum sobre la situació política del país, i convoca el sobirà perquè responga a aquesta pregunta: "Ets millor que l'emperador Wen de Han?". Furiós, Jiajing es prepara per castigar l'home insolent, però l'eunuc Huang Jin li informa que Hai Rui està esperant en silenci morir a casa seua. I Jiajing exclama: "Aquest home és realment del calibre de Bi Gan".  La reputació d'Hai Rui li va valer una gran simpatia popular, i quan el van calumniar davant l'emperador, els erudits el defensaren. En acabant, Hai Rui és adorat per les masses: s'oposa a la corrupció i al malbaratament, ajuda als pobres, suprimeix els privilegis, lluita contra les forces de reacció obscurantistes. I Wu Han (també conegut com a Liu Mianzhi) pensa caldria imitar-lo.

#### Fragments del testimoni de Peng Dehuai durant el seu judici
28 de desembre del 1966 - 5 de gener del 1967

#### Interrogatori de Pu Anxiu
L'esposa de Peng Dehuai, Pu Anxiu, és interrogada en el judici de l'acusat.